# Îles Hovgaard
Pour les articles homonymes, voir île Hovgaard et Île Hovgaard (Groenland).
Les îles Hovgaard sont de petites îles au large de la côte sud-est de l'île du Roi-Guillaume, dans le détroit de Rae. Elles font partie de l'archipel arctique canadien.
Elles ont été nommées en l'honneur de l'explorateur Andreas Peter Hovgaard.